# Rio Formoso (Tocantins)
O Rio Formoso é um rio do estado de Tocantins, no Brasil.